# Раджабов, Алекс Абдулаевич
А́лекс Абдула́евич Раджа́бов (род. 10 октября 2003, Росутль, Дагестан) — российский футболист, полузащитник белорусского клуба «Молодечно-2018».
1. 1 2 3 4  Aleks Radzhabov // Transfermarkt.com (мн.) — 2000.